# Gravidade de Liouville

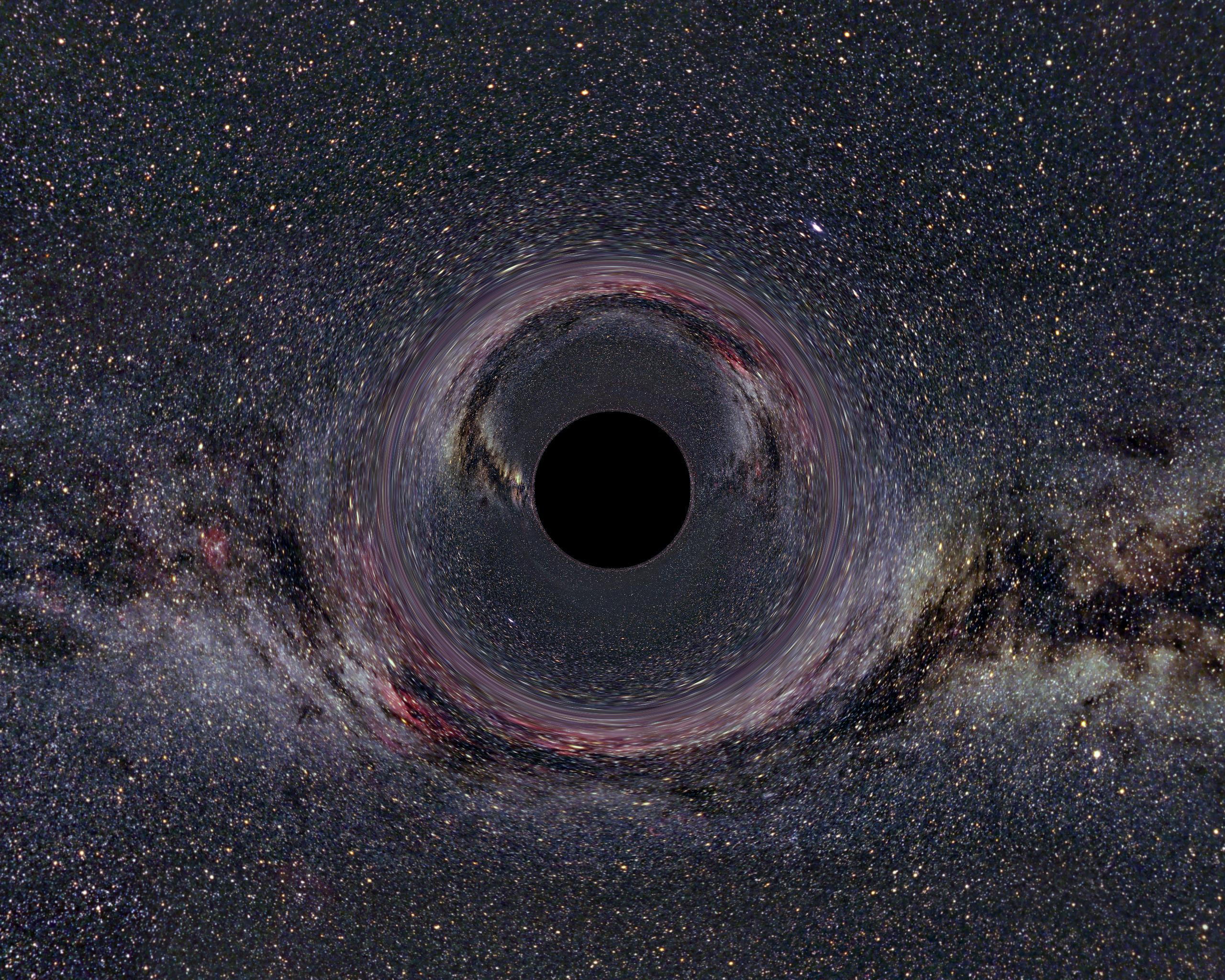
Simulação de um buraco negro de dez massas solares, visto de uma distância de 600km, com a Via Láctea ao fundo.

Gravidade Liouville é um modelo de gravidade em uma dimensão temporal e uma espacial com um dilaton. Tem o acoplamento específico da forma
{\displaystyle S={\frac {1}{4\pi }}\int d^{2}x{\sqrt {-g}}\left[\left(b+b^{-1}\right)\Phi R+\left(\nabla \Phi \right)^{2}+4\pi \mu e^{2b\Phi }\right],} onde Φ é o campo dilaton.
Ele não deve ser confundido com o modelo de CGHS ou gravidade de Jackiw-Teitelboim. Depois de tomar anomalias conformes quânticas  em conta, acabamos por ter uma teoria de campo conforme. Este modelo é utilizado no estudo da teoria não crítica das cordas.